# Мария фон Саксония-Алтенбург (1818–1907)
Вижте пояснителната страница за други личности с името Мария фон Саксония-Алтенбург.
Мария фон Саксония-Алтенбург (пълно име: Александрина Мария Вилхелмина Катарина Шарлота Тереза Хенриета Луиза Паулина Елизабет Фридерика Георгина фон Саксония-Алтенбург, на немски: Alexandrine Marie Wilhelmine Katharine Charlotte Therese Henriette Luise Pauline Elisabeth Friederike Georgine von Sachsen-Altenburg) е принцеса от Саксония-Алтенбург и чрез женитба последната кралица на Хановер (1851 – 1866).

## Биография

### Произход
Родена е на 14 април 1818 г. в Хилдбургхаузен. Тя е най-възрастната дъщеря на херцог Йозеф фон Саксония-Алтенбург (1789 – 1868) и съпругата му Амалия фон Вюртемберг (1799 – 1848), дъщеря на херцог Лудвиг фон Вюртемберг (1756 – 1817) и втората му съпруга му принцеса Хенриета фон Насау-Вайлбург (1780 – 1857).

### Кралица на Хановер
Мария се омъжва на 18 февруари 1843 г. в дворцовата църква на Хановер за наследствения принц Георг V фон Хановер (1819 – 1878), син на крал Ернст Август I фон Хановер (1771 – 1851) и съпругата му Фридерика фон Мекленбург-Щрелиц (1778 – 1841). Още като малък Георг ослепява. Наследственият принц и принцесата стават крал и кралица на Хановер на 18 ноември 1851 г. Нейният съпруг е изгонен от Хановер през 1866 г. понеже не поддържал Австрия в Австро-пруската война и на 20 септември 1866 г. кралството е присъединено мъм Прусия. Георг никога не се отрича от престола. Той, Мария и децата им живеят в изгнание в Гмунден до смъртта на Георг през 1878 г.

### Смърт
Мария мира на 9 януари 1907 в Гмунден, Горна Австрия.

## Деца
Мария фон Саксония-Алтенбург и Георг V фон Хановер имат три деца:
- Ернст Август (1845 – 1923), кронпринц на Хановер и херцог на Камберленд
- Фридерика (1848 – 1926), ∞ Литуберт фон Павел-Раминген
- Мария (3 декември 1849 – 4 юни 1904), неомъжена

## Галерия
- Георг V крал фон Хановер, съпругата му Мария фон Саксония-Алтенбург и децата тронпринц Ернст Август, Фридерика и Мария
- Мария, кралица на Хановер и тронпринц Ернст Август, ок. 1846
- Мария, кралица на Хановер и дъщеря ѝ Мария в замък Мариенбург (Хановер)
- Мария фон Хановер и принцеса Мария 1904, „Marie R. (Regina)“
- Мария фон Хановер като вдовица
- Мавзолеят на кралица Мария фон Хановер в Гмунден

## Издания
- G. M. Willis:  Hannovers Schicksalsjahr 1866 im Briefwechsel König Georgs V. mit der Königin Marie. Lax, Hildesheim 1966.